# Замятница (Черкасская область)
Замятница (укр. Зам'ятниця) — село в Чигиринском районе Черкасской области Украины.
Население по переписи 2001 года составляло 280 человек. Занимает площадь 2,94 км². Почтовый индекс — 20931. Телефонный код — 4730.

## Местный совет
20931, Черкасская обл., Чигиринский р-н, с. Замятница